# Hannesdóttir
Hannesdóttir ist ein weiblicher isländischer Name.

## Herkunft und Bedeutung
Der Name ist ein Patronym und bedeutet Hannes’ Tochter. Die männliche Entsprechung ist Hannesson (Hannes’ Sohn).

## Namensträgerinnen
- Edda Hannesdóttir (* 1994), isländische Triathletin
- Eva Hannesdóttir (* 1987), isländische Schwimmerin
- Sigrún Klara Hannesdóttir (* 1943), isländische Informationswissenschaftlerin